# Ainu

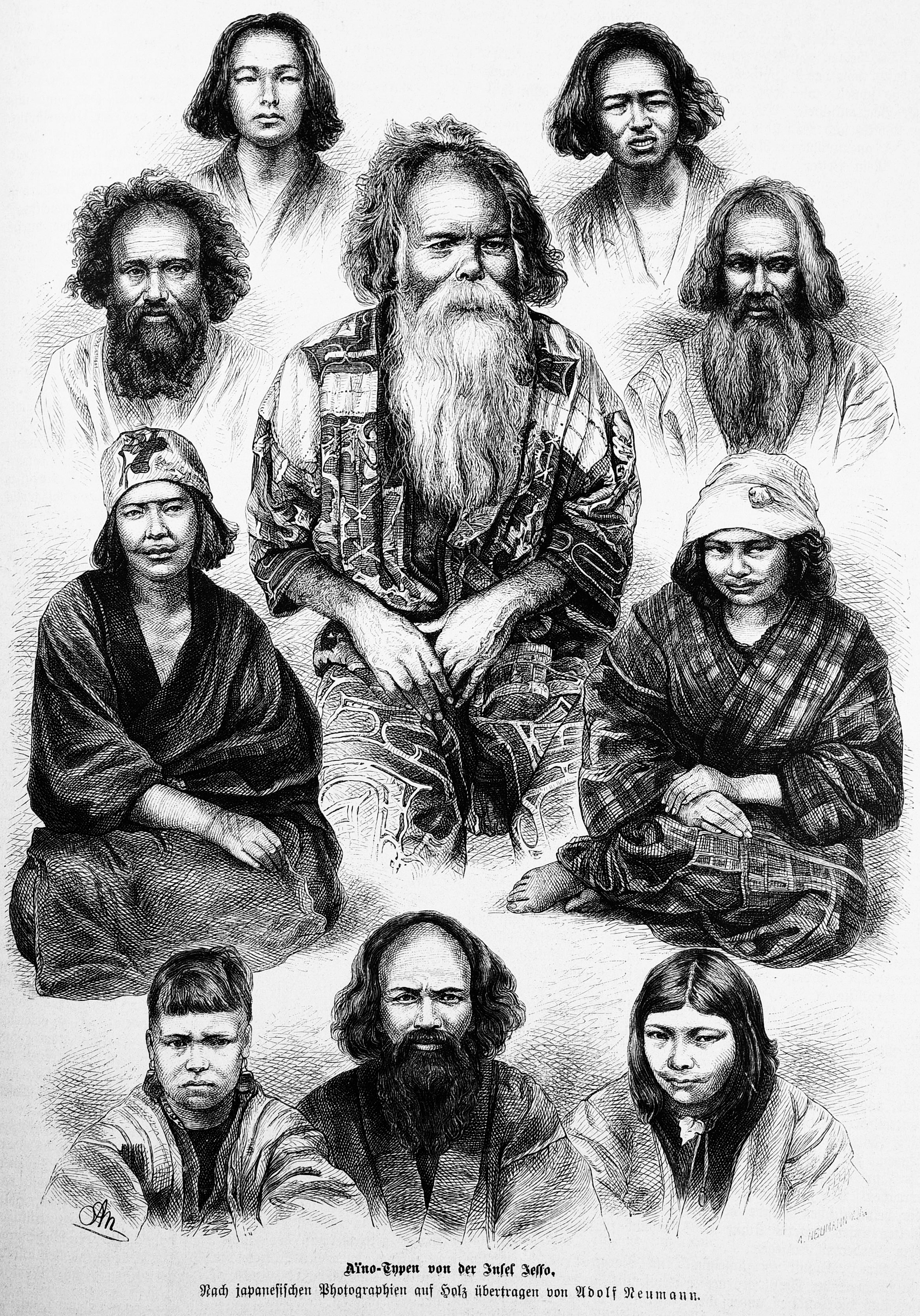
Ainu von der Insel Ezo (Hokkaidō) in traditioneller Tracht (aus: Die Gartenlaube, 1880)

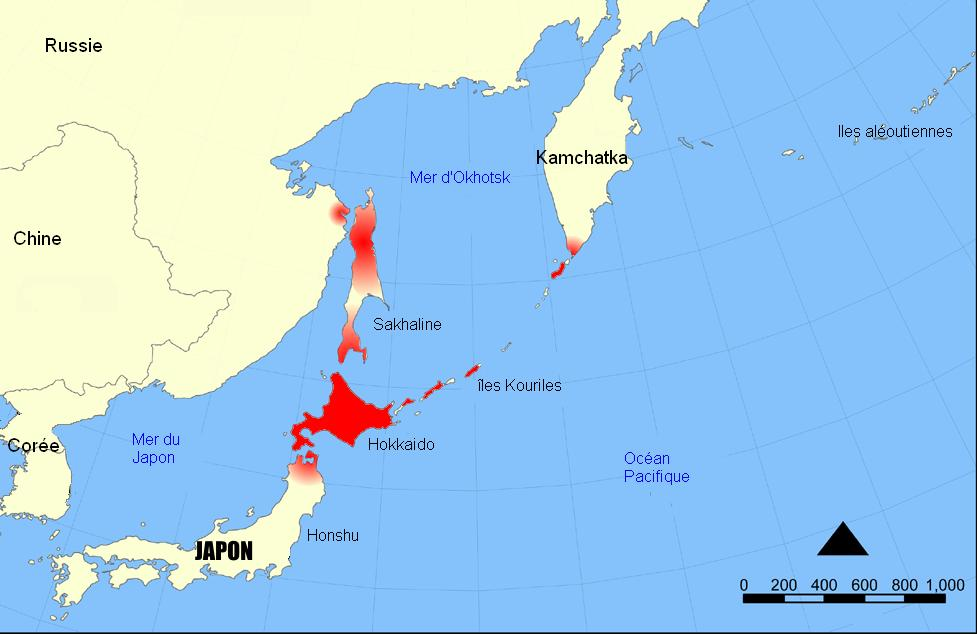
Historisches Siedlungsgebiet der Ainu in Nord- und Ostasien

Als Ainu (Ainu アィヌ Aynu; japanisch アイヌ Ainu; russisch Айны Ayny, seltener Aino) werden die Ureinwohner des nördlichen Japans (Hokkaidō) und Teilen Russlands (Sachalin, Kurilen) bezeichnet. Genetische und anthropologische Untersuchungen legen nahe, sie als direkte Nachfahren der prähistorischen Jōmon-Kultur zu betrachten, deren Angehörige in einer Kernzeit von 14.000 bis 300 v. Chr. in ganz Japan lebten.
Heute nennen sich die indigenen Ainu selbst Ainu oder Utari. Ainu bedeutet „Mensch“, Utari „Kamerad“ in der Ainu-Sprache. Sie lebten noch bis in die jüngere Vergangenheit als traditionelle Jäger und Sammler: Die wichtigste Nahrungsquelle der Küsten- und Flussgruppen waren die fünf wichtigsten Arten pazifischer Lachse, die mit dem Speer erlegt wurden. Die Ainu der Wälder und Berge jagten hauptsächlich Sikahirsche und Braunbären. Alle ernährten sich zudem von den verschiedensten essbaren Pflanzen.
Während die Ausübung traditioneller Kulte, Kunsthandwerk und Materialkultur vor allem aus touristischen Gründen heute gefördert wird, unterliegen Jagd, Fischfang und Sammeltätigkeiten – auch zur ausschließlichen Subsistenzwirtschaft – heute gesetzlichen Verboten. Da Japan das Übereinkommen über eingeborene und in Stämmen lebende Völker in unabhängigen Ländern von 1989 nicht ratifiziert hat, besteht derzeit keine rechtliche Möglichkeit für die Ainu, diese Tätigkeiten gegebenenfalls zu revitalisieren. Stattdessen betreiben sie heute kommerzielle Landwirtschaft und Fischerei oder sind Lohnarbeiter in der Forstwirtschaft, im Speditions- oder Baugewerbe oder verdingen sich im Tourismus (Restaurants und Gasthäuser, Verkauf von traditionellem Kunsthandwerk beziehungsweise Souvenirs).

## Siedlungsgebiet

Hauptsiedlungsgebiet der Ainu auf Hokkaidō nach Angaben der Vereinigung der Ainu auf Hokkaidō (1999)

Historisches Siedlungsgebiet der Ainu ist Hokkaidō (alter Name: Ezo), Süd-Sachalin, die Kurilen-Inseln und das Gebiet der heutigen Präfektur Aomori.
Umstritten ist, ob Ainu auch auf Kamtschatka, an der Amur-Mündung und weiteren Gebieten auf Honshū siedelten. Die Ainu könnten Nachkommen einer indigenen Bevölkerung sein, die einst weit über Nordasien verbreitet war. Historischen Dokumenten zufolge waren sie bis zur frühen Neuzeit auch noch im nördlichsten Gebiet von Honshū – der heutigen Aomori-Präfektur – ansässig. Ortsnamen in den Präfekturen Aomori, Akita und Iwate zeigen, dass dort früher verwandte Sprachen verbreitet waren. Am häufigsten sind Namen, die auf -nai (ナィ) und -betsu (べつ) enden – japanische Transkriptionen der Ainu Wörter für „Strom“ nay /naj/ und „Fluss“ pet /pet/.
Heute leben offiziell zwischen 25.000 bis 200.000 Menschen in Japan, die sich als Ainu bezeichnen.
Seit Jahrhunderten findet eine fortschreitende Vermischung mit Japanern statt, so dass die Zuordnung vor allem auf Selbstzuschreibung beruht. Aufgrund der immer noch existierenden Diskriminierung der Ainu ist anzunehmen, dass ihre Zahl tatsächlich deutlich höher ist. In Süd-Sachalin und auf den Kurilen soll es seit der Zwangsumsiedlung der Japaner durch die Sowjetunion nach dem Ende des Zweiten Weltkrieges 1945 keine Ainu mehr geben.

## Herkunft und Verwandtschaften

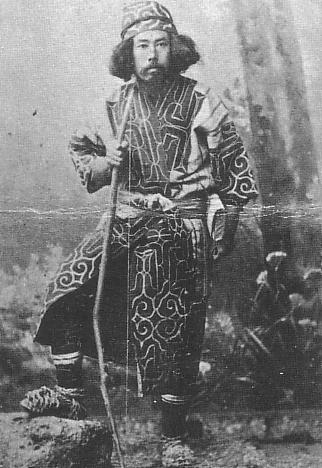
Der Japaner Yoda Benzo (1853–1925), Gründer der Stadt Obihiro in Hokkaidō, in Ainu-Kleidung

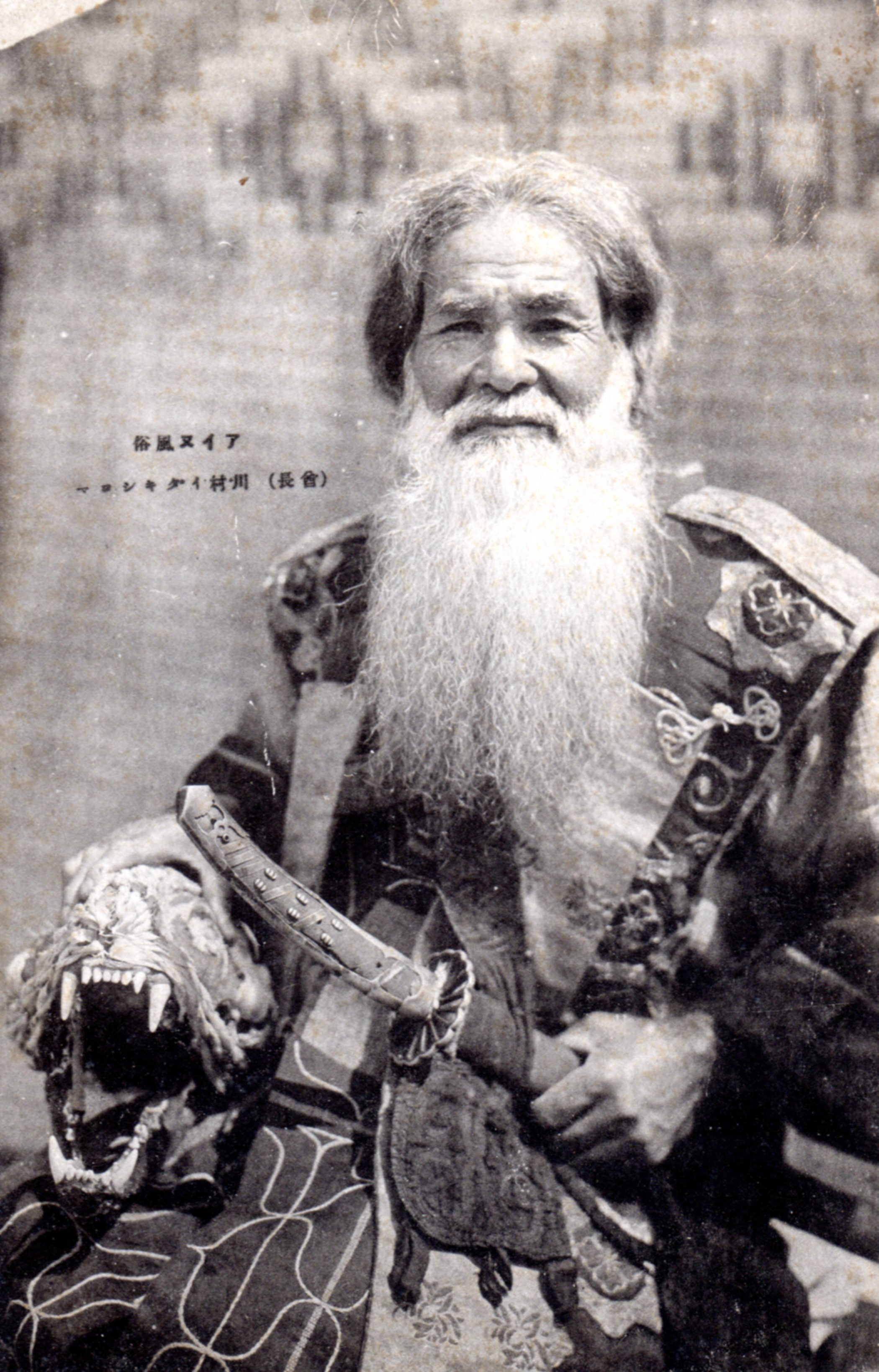
Ainu-Häuptling, um 1937

Genetische Untersuchungen haben ergeben, dass die Wurzeln der indigenen „Urvölker“ Japans in der Jōmon-Zeit liegen.
Einige Ainu haben eine hellere Hautfarbe, eher an Europäer erinnernde Augen ohne die typisch ostasiatische Lidfalte und besitzen eine vergleichsweise starke Körperbehaarung, die dunkelbraun oder schwarz ist (bekannt sind hier besonders die langen Vollbärte der Männer). Einige Anthropologen der veralteten Rassentheorien wie Egon von Eickstedt sahen in ihnen daher Angehörige der „europiden Rasse“. Tatsächlich fand eine Studie von 2015 eine Verwandtschaft derjenigen Gene, die die Gesichtsform bestimmen. Eine Gleichheit oder Ähnlichkeit von einzelnen Genen oder Gruppen von Genen ist allerdings kein Beweis für eine Verwandtschaft oder Abstammung. Die Mehrheit der Ainu ähnelte aber den anderen Völkern rund um das Ochotskische Meer und die Arktischen Regionen Nordamerikas.
In jüngster Zeit mehren sich die Hinweise auf einen heterogenen Ursprung der Ainu. Genetische, anthropologische sowie archäologische Daten aus einer Studie von Lee und Hasegawa von der Waseda-Universität weisen auf eine Kombination von einer aus Zentralasien stammenden paläolithischen Bevölkerung mit einer aus Nordostasien stammenden Bevölkerung hin, welche beide zu unterschiedlichen Zeiten in das Japan der Jōmon-Zeit einwanderten und eine gewisse Zeit weitgehend friedlich nebeneinander lebten. Aufgrund unbekannter Ursachen (angenommen sind ökologische Veränderungen) vermischten sich diese beiden weitgehend unterschiedlichen Bevölkerungen und gingen in die historischen Ainu auf. Laut Lee und Hasegawa ist der Ursprung der Ainu-Sprache einer der beiden Bevölkerungen zuzuordnen. Laut ihren linguistischen Daten ist ein Ursprung der Ainu-Sprache von nordost-asiatischen Jägern und Sammlern plausibler, da das Ainu einen großen Teil an Vokabular mit diversen Sprachen rund um das Ochotskische Meer teile, jedoch kann kein eindeutiges Ergebnis erzielt werden. Ähnliche Resultate erzielte eine Studie von Schmidt und Seguchi im Japanischen Journal für Archäologie und Geschichte.
Die ältesten archäologischen Funde auf Hokkaidō werden auf etwa 18.000 v. Chr. datiert (also noch ins Pleistozän).
Nach der Meinung einiger Historiker ist das in den alten japanischen Quellen erwähnte Volk der Emishi (Ezo) identisch mit den Ainu. Andere sehen eines der beiden Völker als regionale Gruppe der anderen oder beide als getrennte Ethnien.

## Geschichte

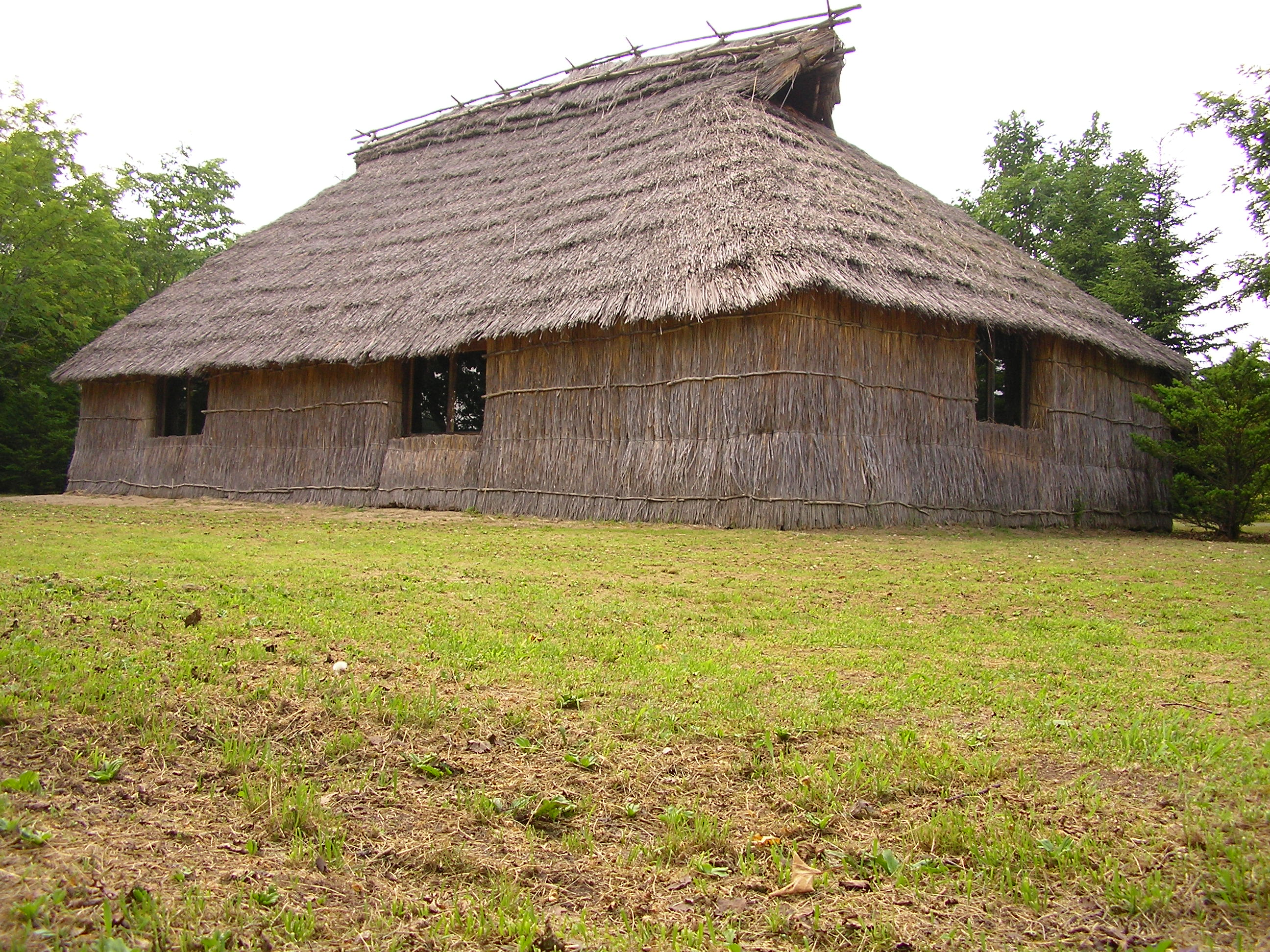
Nachbau einer Behausung in Nibutani

Unter massiven japanischen Einfluss gerieten die Ainu im nördlichen Honshū bereits in der Heian-Zeit um das Jahr 1000. An der Südküste von Hokkaidō (damals Ezo) wirkten die Japaner erstmals in der Kamakura-Zeit (1185–1333). Ihr Einfluss blieb jedoch bis zum Ende des 16. Jahrhunderts auf die Oshima-Halbinsel beschränkt. Das änderte sich im Jahr 1599, als Hokkaidō vom Shōgunat als Lehen Matsumae an die gleichnamige Familie vergeben wurde. Das Land wurde als wertlos angesehen, da es damals noch nicht möglich war, in den nördlichen Breiten Reis anzubauen, entsprechende Sorten wurden erst in der Meiji-Zeit entwickelt. Daher beschränkten sich die Matsumae darauf, Posten für den Handel mit Pelzen und Trockenfleisch einzurichten.
Im 19. Jahrhundert richteten die Matsumae dann auf Ezo Fischereihäfen ein und zwangen die ehemaligen Jäger und Sammler, auf Fischerbooten und in Häfen zu arbeiten. 1869 wurde Ezo als Hokkaidō ein Teil Japans, und das Land zur Besiedlung durch Japaner freigegeben. Es gab Versuche, den Ainu Land zu geben und sie zu Bauern zu machen, diese scheiterten. Die traditionelle Ainu-Kultur wurde dabei und durch den aufkeimenden japanischen Nationalismus endgültig zerstört. Durch Zwangsarbeit, Zerstörung ihrer Kultur und fehlgeschlagene Versuche, sie als Bauern anzusiedeln, endeten viele Ainu in Armut und Alkoholismus. Japan setzte auf aggressive Assimilierung: Die Ureinwohner mussten japanische Schulen besuchen und japanische Bräuche annehmen. Ihre traditionellen Tätowierungen (Anci-Piri: der „Ainu-Bart“ bei Frauen), Kleidung, Religion und Opferrituale wurden verboten.

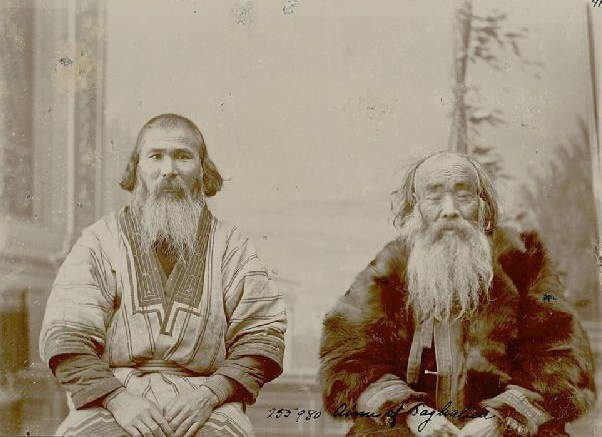
Zwei Ainu aus Sachalin, 1904

Die Ainu auf Sachalin und den Kurilen konnten ihre Kultur etwas länger frei von fremden Einflüssen halten. Gegen Ende des 19. Jahrhunderts waren die auf den Nordkurilen lebenden Ainu zur russisch-orthodoxen Kirche übergetreten und sprachen auch Russisch. Nachdem die Inseln an Japan gefallen waren, wurde der größte Teil per Zwangsumsiedlung nach Schikotan näher an die japanischen Inseln herangeholt, wo sie, durch schlechte Lebensbedingungen dezimiert, an ihrem christlichen Glauben festhielten und eigenständig eine Kirche errichteten. Ein Teil wanderte nach Kamtschatka aus. Als die Sowjetarmee gegen Ende des Zweiten Weltkriegs die südlichen Kurilen inklusive Schikotan einnahm, emigrierten die restlichen Ainu nach Hokkaidō. Die Kurilen-Ainu gelten heute als ausgestorben. Die letzte bekannte Kurilen-Ainu-Frau starb 1972 und wurde kirchlich beerdigt.
Erst in den 1970er-Jahren gab es erste staatlich gestützte Rekonstruktionsversuche, auch aus dem Motiv heraus, den Tourismus zu fördern. Nachdem in Japan lange Zeit die Sprachregelung herrschte, dass Japan schlichtweg keine Minderheiten habe, sind die Ainu heute eine anerkannte Minderheit. Einige Ainu haben Hokkaidō verlassen und siedeln in anderen Teilen Japans, wo sie nicht mehr als Minderheit erkannt werden und daher keine Statusnachteile erleiden.
Bis heute hält sich aber ein unterschwelliger Rassismus in der japanischen Gesellschaft, zum einen, weil die Ainu im Allgemeinen stärker behaart sind als Japaner und daher als primitiv wahrgenommen werden, zum anderen, weil sie meist zu den ärmeren Schichten gehören. Hierdurch halten sich viele Vorurteile. Die Bemühungen zur Bewahrung und Förderung der Ainu-Kultur tragen nur langsam Früchte und werden von vielen auch als unzureichend empfunden. So sprechen beispielsweise heute viele Ainu die Sprache ihrer Vorfahren nur gebrochen oder gar nicht.

### Politische Anerkennung als indigenes Volk
Im Juni 2008 beschloss das japanische Parlament eine Resolution, in der die Ainu erstmals als kulturell eigenständiges indigenes Volk anerkannt wurden. Diese enthielt keine konkreten Maßnahmen zur Förderung der Ainu, forderte aber die Einrichtung eines Expertengremiums, das die Regierung in politischen Fragen, die die Ainu betreffen, beraten solle, unter Verweis auf die 2007 verabschiedete Deklaration über die Rechte indigener Völker der Vereinten Nationen. Am 26. April 2019 verabschiedete das japanische Parlament ein Gesetz, das die Ainu offiziell als indigenes Volk Japans anerkannte und die Regierung verpflichtete, die Ainu-Kultur zu unterstützen und zu fördern, es trat am 24. Mai 2019 in Kraft.

## Sprache
Die isolierte Ainu-Sprache, die keine bekannten linguistischen Verwandtschaften mit anderen Sprachen besitzt, wird heute kaum noch verwendet. Im Alltag sprechen fast alle Ainu Japanisch. Innerhalb der Ainusprache gibt es vier wichtige Dialekte: den Hokkaidōdialekt, den Sachalindialekt, den Kurilendialekt und den Kamtschatkadialekt. Die Existenz eines Ainudialekts in der heutigen Amur-Region wird von einigen Historikern vertreten.
Es gibt eine ainusprachige Zeitung, die Ainu Times.

## Gesellschaft

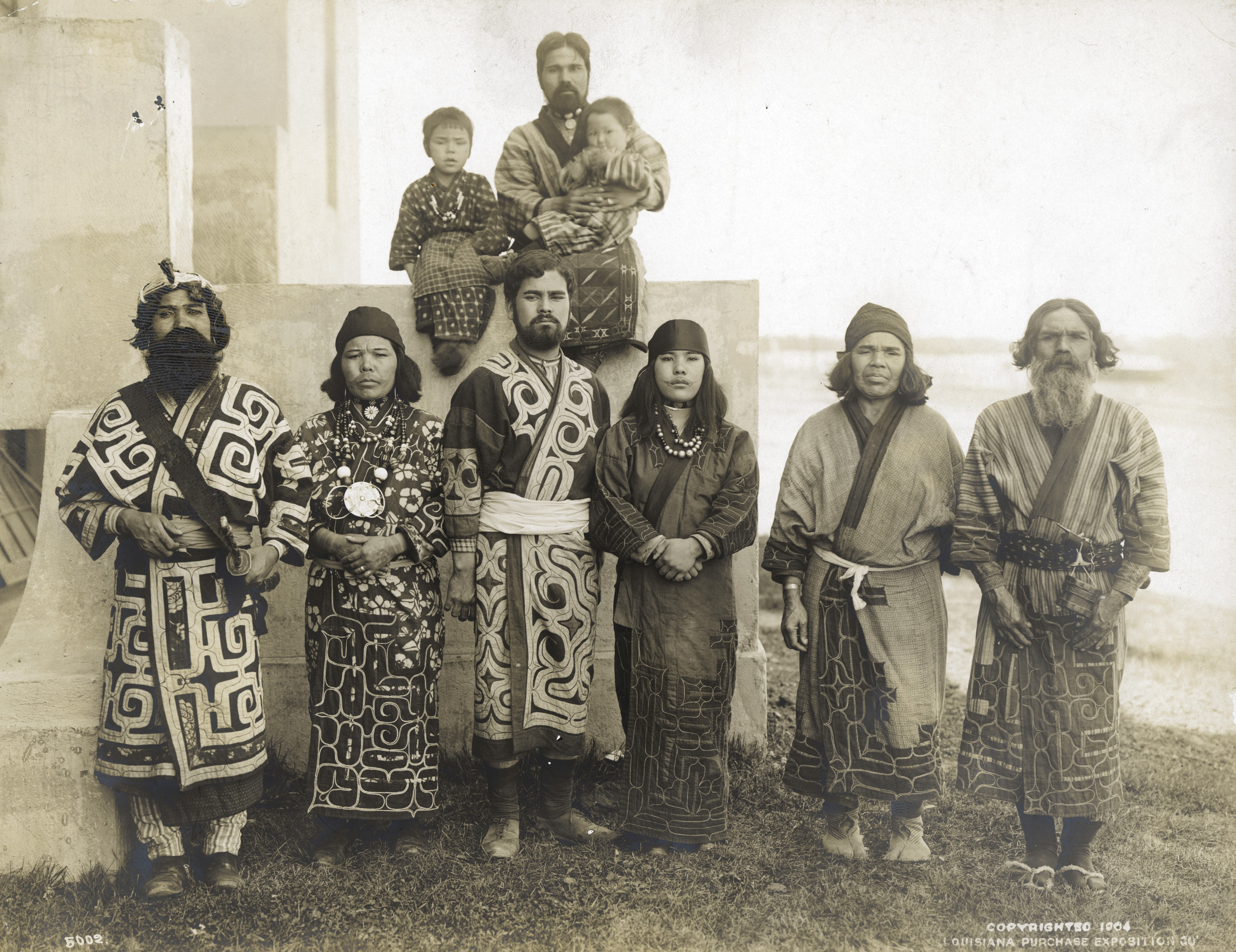
Japanische Ainu aus dem Jahr 1904

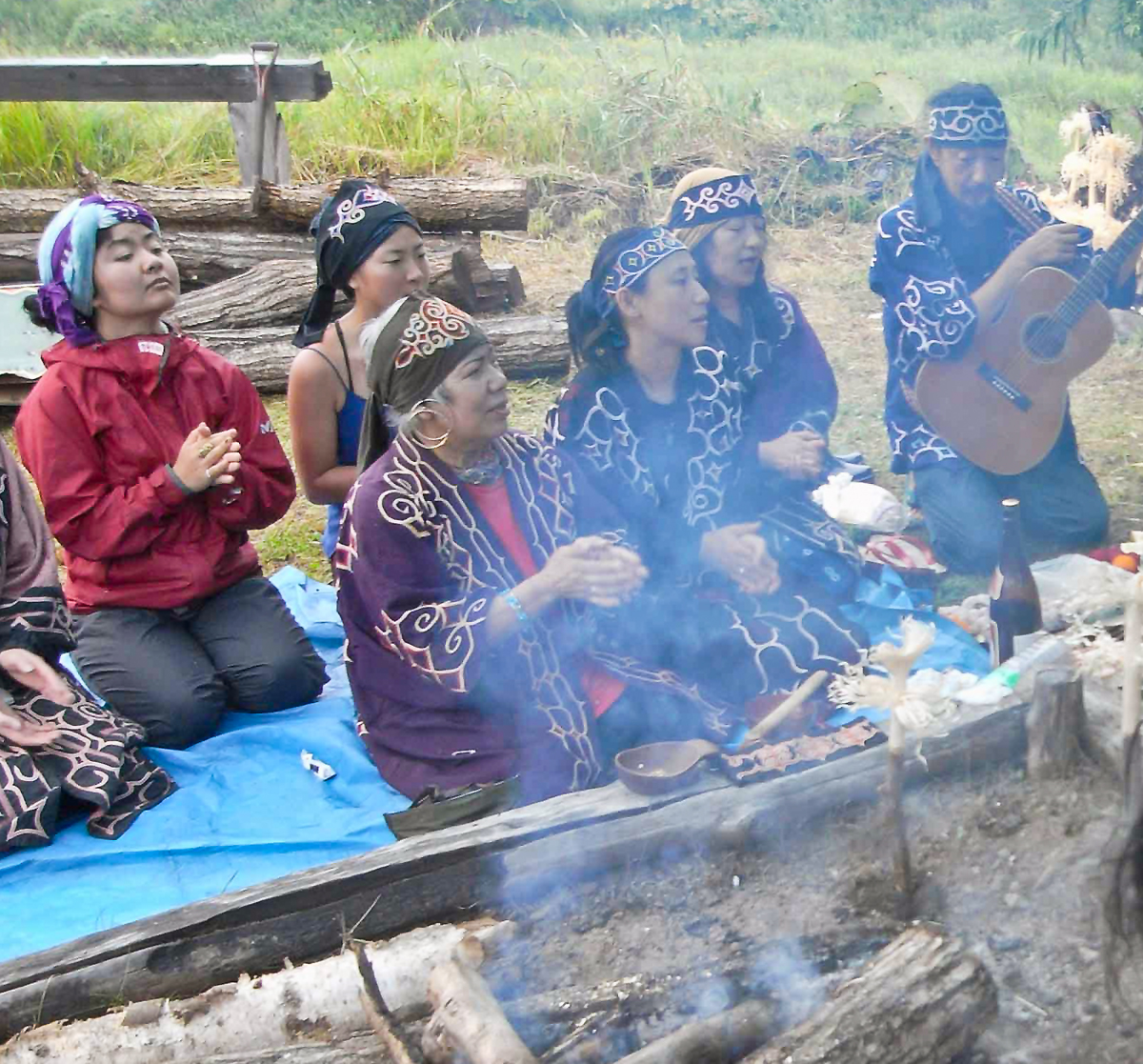
Ainu von der Insel Ezo (Hokkaidō) während eines Hochzeitrituals.

Auf den Kurilen konnten die Ainu ihre traditionelle Lebensweise am stärksten bewahren, ohne den jahrhundertelangen japanischen Einfluss. Daher gaben die Sitten der ausgestorbenen Kurilen-Ainu die besten Beispiele für die ursprüngliche Ainukultur.
Die Tätigkeiten und das spirituelle Leben sowie die Genealogie sind bei den Ainu nach Geschlecht verschieden. Die Männer jagen und fischen, die Frauen sind Sammlerinnen und Bäuerinnen.
Bei den Ainu rechnen sich die Frauen nach der weiblichen Linie, die Männer dagegen nach der männlichen Linie. Nur jeweils in diesen Linien wirkt das in matriarchalen Gesellschaften übliche verwandtschaftliche Hilfssystem, was einen starken Zusammenhalt der Frauen einerseits und der Männer andererseits mit sich bringt. Hierbei gilt in der Mutterlinie strikte Exogamie, nicht aber in der Vaterlinie. Die Frauen tragen Gürtel unter der Kleidung als Zeichen ihrer sippenmäßigen Verbundenheit, und ein Mann darf keine Frau heiraten, die den gleichen Gürtel wie seine Mutter trägt. Das hervortretende männliche Familienmitglied ist der Onkel mütterlicherseits (Oheim).
Der Sozialpsychologe Erich Fromm analysierte im Rahmen seiner Arbeit Anatomie der menschlichen Destruktivität anhand ethnographischer Aufzeichnungen 30 vorstaatliche Völker auf ihre Gewaltbereitschaft hin, darunter auch die Ainu. Er ordnete sie abschließend den „Nichtdestruktiv-aggressiven Gesellschaften“ zu, deren Kulturen durch einen Gemeinschaftssinn mit ausgeprägter Individualität (Status, Erfolg, Rivalität), eine zielgerichtete Kindererziehung, reglementierte Umgangsformen, Vorrechte für die Männer und vor allem männliche Aggressionsneigung – jedoch ohne destruktive Tendenzen (Zerstörungswut, Grausamkeit, Mordgier u. ä.) – gekennzeichnet sind (siehe auch: „Krieg und Frieden“ in vorstaatlichen Gesellschaften).
Im Gegensatz zu vielen anderen (nomadisch lebenden) Jägern und Sammlern hatten die Ainu eine komplexe Kultur, da sie aufgrund der kleinräumigen Ökologie und der reichhaltigen Ressourcen von der Küste bis ins Gebirge weitgehend sesshaft leben konnten. Es gibt auch einige Hinweise auf eine einfache Form der Landwirtschaft.
Im Jahreslauf wechselten sich die wildbeuterischen Aktivitäten je nach dem regelmäßigen Wechsel des Wild/Fisch-Angebotes ab. Männer und Frauen hatten bei der Subsistenz fest zugeteilte Aufgaben: Jagen, Fischen, Herstellung von Werkzeugen, Waffen und Opfergegenständen sowie Handel mit Russen oder Japanern war Aufgabe der Männer, die Frauen sammelten Nahrungs- und Medizinpflanzen, bereiteten das Essen, betrieben etwas Gartenbau und fertigten die Kleidung. Gehandelt wurden etwa überzählige Fische, Bärenleber, Seehundhäute und Adlerfedern gegen Reis, Zucker, Sake und Lackschnitzereien.

## Kultur
Alte Ainumänner trugen – anders als die Japaner – wallende Bärte. Die Frauen weisen den „Ainu-Bart“ auf, eine Tätowierung. Sie leben in einer klar getrennten Zweigeschlechtergesellschaft, praktizieren Ahnenkult und im Fall der japanischen Ainu übten sie das Kriegshandwerk gegenüber den sie verdrängenden Yamato-Japanern aus, was ihrer Kultur aber nicht eigentümlich ist und ihre soziale Struktur ein Stück patriarchalisierte.

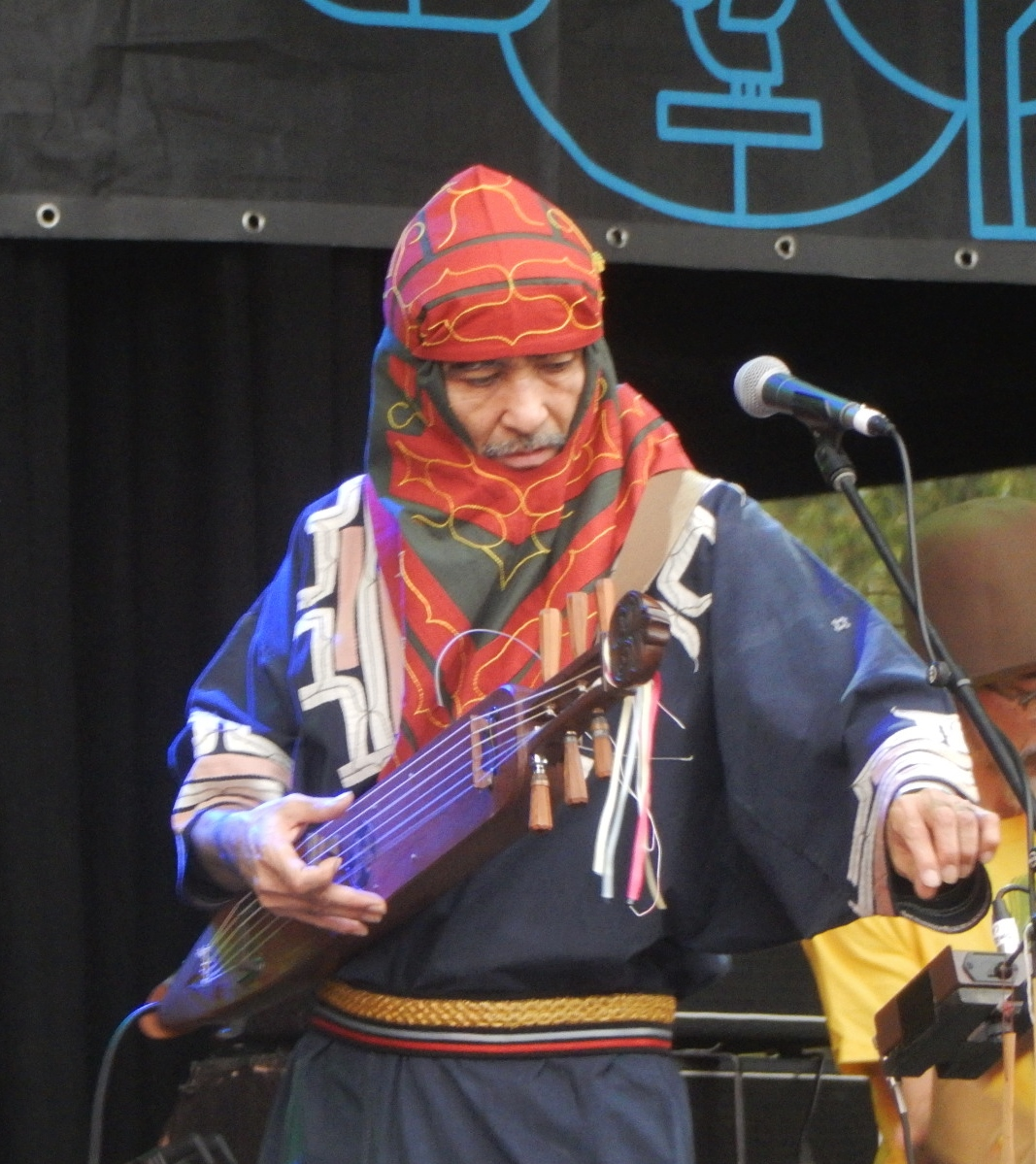
Der Ainu-Musiker Oki Kano mit dem traditionellen Instrument „Tonkori“

Die beiden beliebtesten traditionellen Musikinstrumente der Ainu sind die fünfsaitige Schalenzither tonkori und die Bambusrahmenmaultrommel mukkuri. Bei Ritualen wird die einfellige Rahmentrommel kačo als Schamanentrommel verwendet. Die meiste Instrumentalmusik soll Tierstimmen nachahmen. Als Tierruf diente früher das ungewöhnliche Blasinstrument ippaki-ni, das als Membranopipe klassifiziert wird. Die Ainu kennen verschiedene Tänze für Rituale wie Iyomante und als Improvisationen, in denen sie ihre Naturverbundenheit ausdrücken und die Verbindung zur religiösen Welt stärken.
Die bedeutendsten Stile der Vokalmusik sind upopo („Sitzlied“), bei dem die Teilnehmer im Kreis sitzen und in einem vielstimmigen kakophonen Gesamtklang Vogelstimmen nachahmen, und rimse („Tanzlied“), ein Tanz, bei dem die Teilnehmer früher mit den Füßen stampften, um böse Geister zu vertreiben. Neben dieser in Gruppen aufgeführten Musik gibt es den individuellen epischen Gesangsstil yayshama, bei dem jede Melodie einem bestimmten Stamm zugeordnet werden kann.
Die Ainu-Tänze wurden 2009 in die UNESCO-Liste des immateriellen Kulturerbes der Menschheit aufgenommen.
Seit 2012 finden kulturelle Veranstaltungen und Zusammenarbeit zwischen den Ainu und den Samen Finnlands statt.

## Religion

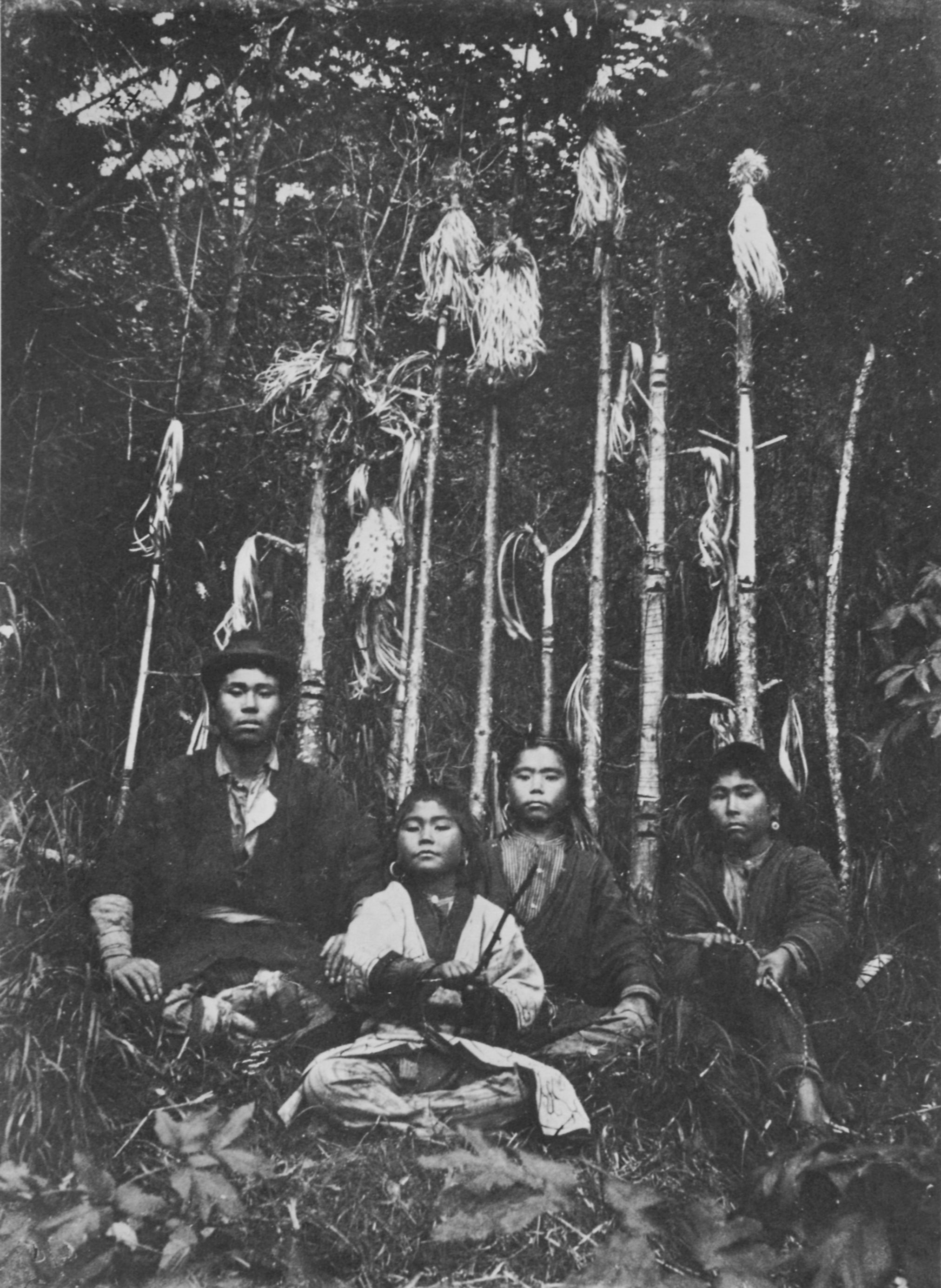
Sachalin-Ainu bei einem Waldschrein

Die Ainureligion ist eine animistische sowie polytheistische Religion mit einer Vielzahl an verschiedenen Geistwesen und Göttern. Zentrale Bedeutung haben die Konzepte von „Ramat“ (Geist, Seele), „Kamuy“ (Gottheit, Geistwesen), und „Inau“ (Opfergabe, Gebet bzw. Hingabe).
Die Entwicklung des ursprünglichen Glaubens der Ainu ist ein Paradebeispiel für die Wandlungsfähigkeit ethnischer Religionen sowie ihre Funktion als „ideologisches Manifest“ der jeweiligen Gesellschaftsstrukturen. Vor dem Jahr 1000 bildeten sie eine vorstaatliche, landwirtschaftlich geprägte Ranggesellschaft, deren hierarchische Strukturen sich in einem polytheistischen Pantheon widerspiegelten. Bei der Verdrängung auf die klimatisch rauere Insel Hokkaido änderte sich ihre Subsistenzweise zu Jagd, Fischfang und Sammlerei. Dementsprechend wandelte sich ihr Glaube zu einem typisch jägerischen Animismus der „Allbeseeltheit“: Jede natürliche Erscheinung und viele Gegenstände – von der Sonne, dem Mond, dem Donner, dem Wind, dem Wasser und dem Feuer bis hin zu Tieren, Anlagen und Werkzeugen – galten als von Göttern (bzw. Geistwesen, sogenannten Kamuy) beseelt. Dazu gehörten der Hauswächter, der Gott des Feuers, des Fensters, des Herds u. v. m. Der traditionelle Ainu glaubt, dass jede Erscheinung ein „verkleideter“ Gott sein kann – entweder mit guten oder mit schlechten Eigenschaften. Laut dem Missionar John Batchelor seien die Kamuy, in der Religion der Ainu, dabei Vermittler eines allmächtigen und ewigen Schöpfergottes, Kotan-kar-kamuy, der über das gesamte Universum herrsche und diesem gegenüber, unabhängig von ihrer Macht, untergeordnet und verantwortlich (daher existieren Annahmen, dass die Religion der Ainu ursprünglich monotheistisch gewesen sei). Norbert Richard Adami kritisiert die Monotheismus-These allerdings und ist der Auffassung, dass die bereits bei Batchelor in diese Richtung weisenden Ansichten „durch die aus seinem Glauben resultierende verengte und manchmal missdeutende Wahrnehmungsweise“ an Wert verlieren würden. Durch Opfergaben oder zeremonielle Tänze versuchte man die guten Götter zu erfreuen oder die schlechten zu verscheuchen. Eine besonders wichtige Handlung war das Zurücksenden der Götter in die Geisterwelt: Wenn ein Tier getötet und gegessen wurde, ein Gegenstand defekt war oder Dinge durch Verbrennen zu Asche geworden waren, so mussten die darin wohnenden Götter von den Menschen zurückgesandt werden. Spirituell gab es früher eine klare Zweiteilung der Geschlechter: Die Männer übten die mit Jagd und Fischfang verbundenen Rituale aus, während schamanische Rituale bei den Frauen lagen.

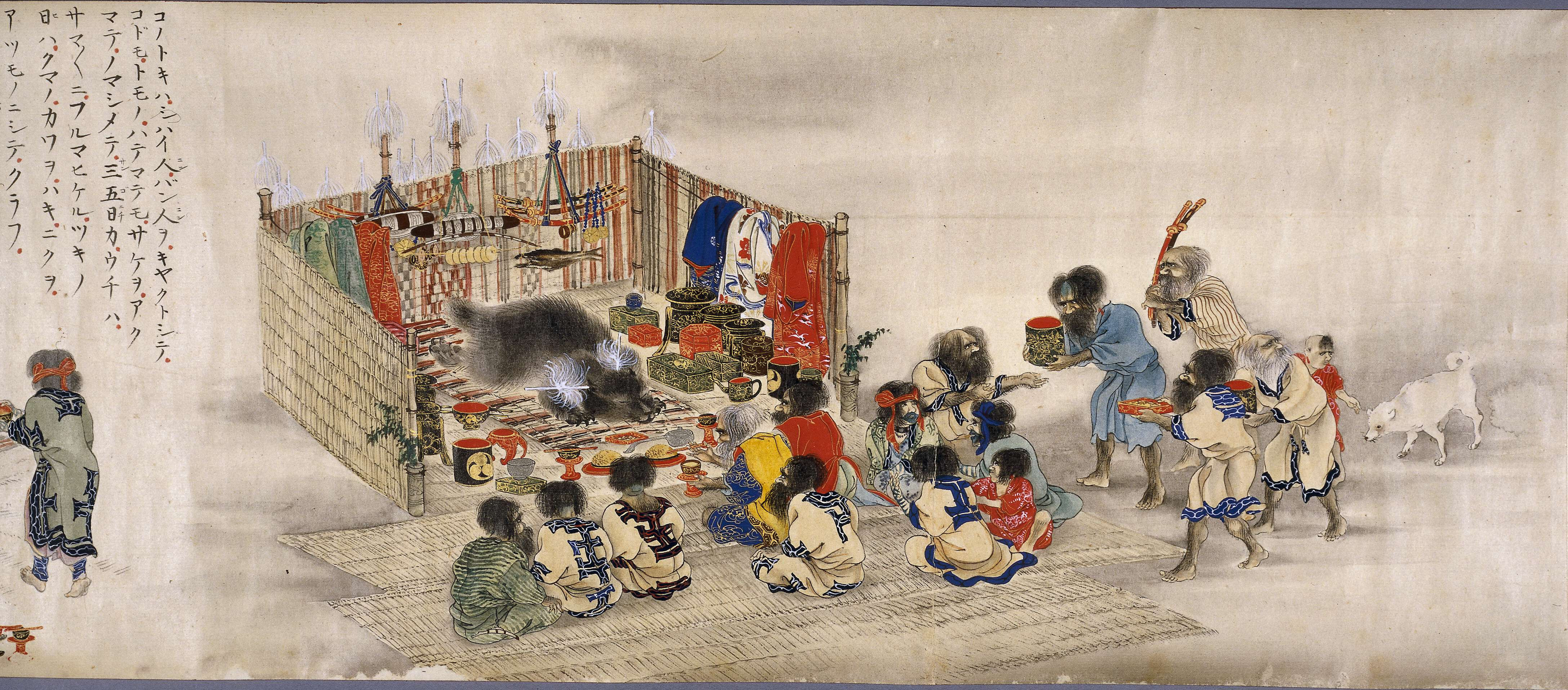
Bärenopfer der Ainu, japanisches Rollbild (ca. 1870)

Zentrale Bedeutung in der Ainu-Kultur hat seit jeher der Bärenkult, ein zentrales Ritual des klassischen Schamanismus, zu dem auch die Religion der Ainu gerechnet wird. Die männlichen oder weiblichen Schamanen (Tusu Kur) dienten der Gemeinschaft als Heiler und Ritualleiter – etwa für das zentrale Bärenopfer. Zudem bewahrten sie das Brauchtum und hier vor allem die Tabuvorschriften. Bei Heilungen und dem Wahrsagen sowie der Traumdeutung verwendeten sie die Trance. Im Unterschied zu den sibirischen Schamanen war der Ainu-Schamane aber kein eigentlicher Vermittler zwischen der diesseitigen und jenseitigen Welt, konnte jedoch böse Geister vertreiben und kannte die Geisterwelt. Die Ainu-Schamanen Sachalins besaßen jedoch noch erweiterte Fähigkeiten, etwa jagdmagische, sowie die Verbindung mit Hilfsgeistern. Der Kontakt zur Geisterwelt wurde gemeinhin über die Feuergöttin Ape-huci-kamuy hergestellt. Dazu benutzten sie keine Tempel, sondern heilige Plätze im Freien und insbesondere den Herd im Zentrum des Hauses. Batchelor zufolge bestehe in den Jenseitsvorstellungen der Ainu der Glaube daran, dass Kotan-kar-kamuy, nach dem Tod eines Menschen, über Ape-huci-kamuy einem Wachhund die Entscheidung mitteile, ob der Verstorbene, gemäß seiner irdischen Taten, in den Himmel oder in die Hölle komme. Sollte der Verstorbene, nachdem er dies von jenem Wachhund erfahren habe, seine Sünden leugnen, erscheine ihm Ape-huci-kamuy, die ihm sein ganzes Leben zur Gegendarstellung zeige. Tatsächlich kommt der Glaube an eine Hölle in der mündlichen Überlieferung der Ainu jedoch nicht vor. Stattdessen besteht der Glaube daran, dass die Seele des Verstorbenen (Ramat) nach dem Tod selbst zu einem Kamuy werde. Ebenfalls existiert die Ansicht, dass die Seele eines Sünders, Selbstmörders, Mordopfers oder Menschen, der einen besonders qualvollen Tod starb, zu einem Geist beziehungsweise eine Art Dämon, werde, welcher die Lebenden heimsuche (Tukap), um jene Erfüllung zu finden, welche ihr im Leben verwehrt geblieben war.
Infolge des Ethnozids durch die Japaner wird die traditionelle Religion heute kaum noch praktiziert. Die traditionelle Verehrung der Bären besteht fort – praktiziert jedoch hauptsächlich als Touristenattraktion. Zudem überdauerten die rituellen Tänze, die heute wieder verstärkt gepflegt werden – allerdings nicht mehr primär vor einem religiösen Hintergrund.

## Ainu-Volk in den verschiedenen Ländern
| Land     | Anzahl                |
| -------- | --------------------- |
| Japan    | 25.000–200.000        |
| Russland | bis 1.000 (geschätzt) |

## Anime und Manga
Auch in den japanischen Literaturrichtungen Anime und Manga gibt es einige Reihen, die sich in konstruktiver Art den Ainu annähern. Zu ihnen gehört:
- Golden Kamuy, eine Manga-Serie, die zwischen 2014 und 2022 erschien und von dem Soldaten Saichi Sugimoto (杉元 佐一), Veteran des Russisch-Japanischen Krieges, handelt, der sich gemeinsam mit der jungen Ainu Asirpa auf die Suche nach einem Goldschatz begibt. 2018 wurde das Manga auch als Anime umgesetzt.